# Алдін Скендерович
Алдін Скендерович (люксемб. Aldin Skenderovic, нар. 28 червня 1997, Люксембург) — люксембурзький футболіст югославського походження, захисник німецького клубу «Ельферсберг» і національної збірної Люксембургу.

## Клубна кар'єра
Народився 28 червня 1997 року в місті Люксембург. Вихованець футбольної школи клубу «Дифферданж 03». Дорослу футбольну кар'єру розпочав 2014 року в основній команді того ж клубу, в якій провів один сезон, взявши участь в одному матчі чемпіонату. 
Своєю грою за цю команду привернув увагу представників тренерського штабу клубу «Петанж», до складу якого приєднався 2015 року. Відіграв за клуб з Петанжа наступні три сезони своєї ігрової кар'єри.
До складу клубу «Ельферсберг» приєднався 2018 року.

## Виступи за збірні
2014 року дебютував у складі юнацької збірної Люксембургу, взяв участь у 5 іграх на юнацькому рівні.
Протягом 2015–2017 років залучався до складу молодіжної збірної Люксембургу. На молодіжному рівні зіграв у 8 офіційних матчах.
2017 року дебютував в офіційних матчах у складі національної збірної Люксембургу.
| Дата       | Місто      | Господарі  | Результат | Гості      | Турнір            | Голи | Примітки |
| ---------- | ---------- | ---------- | --------- | ---------- | ----------------- | ---- | -------- |
| 31-8-2017  | Люксембург | Люксембург | 1 – 0     | Білорусь   | Відбір до ЧС 2018 | -    |          |
| 3-9-2017   | Тулуза     | Франція    | 0 – 0     | Люксембург | Відбір до ЧС 2018 | -    |          |
| 7-10-2017  | Стокгольм  | Швеція     | 8 – 0     | Люксембург | Відбір до ЧС 2018 | -    | 72'      |
| 10-10-2017 | Люксембург | Люксембург | 1 – 1     | Болгарія   | Відбір до ЧС 2018 | -    |          |
| 9-11-2017  | Люксембург | Люксембург | 2 – 1     | Угорщина   | товариський матч  | -    | 88'      |
| 22-3-2018  | Та-Калі    | Мальта     | 0 – 1     | Люксембург | товариський матч  | -    | 88'      |
| 27-3-2018  | Люксембург | Люксембург | 0 – 4     | Австрія    | товариський матч  | -    | 63'      |
| 31-5-2018  | Люксембург | Люксембург | 0 – 0     | Сенегал    | товариський матч  | -    | 83'      |
| 5-6-2018   | Люксембург | Люксембург | 1 – 0     | Грузія     | товариський матч  | -    | 46'      |
| Усього     |            | Матчів     | 9         |            | Голів             | 0    |          |